# Aida Wladimirowna Schanajewa

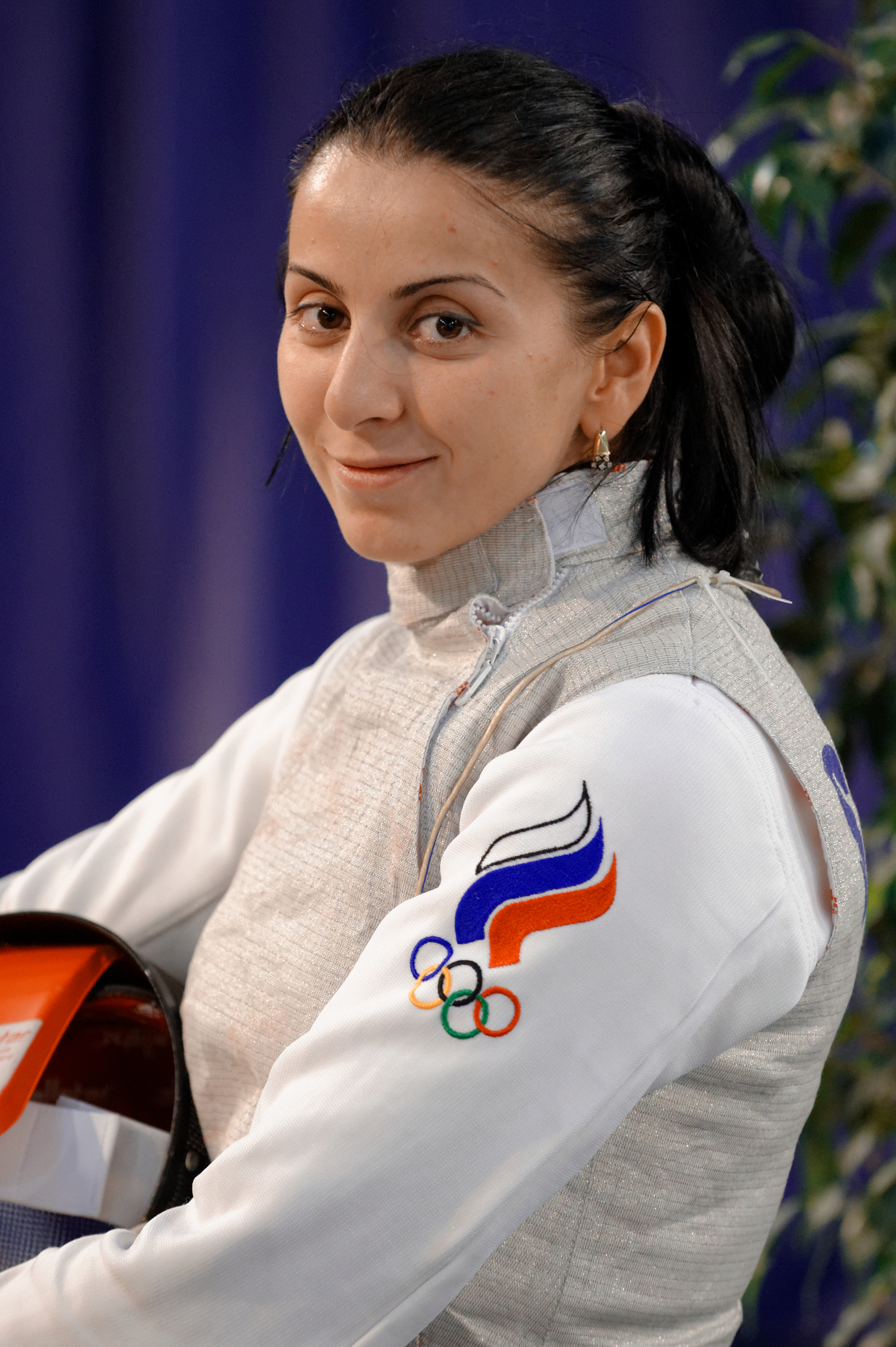
Schanajewa beim Damenflorett-Weltcup-Turnier 2014 in Saint-Maur

Aida Wladimirowna Schanajewa (russisch Аида Владимировна Шанаева; * 23. April 1986 in Ordschonikidse, Sowjetunion) ist eine russische Florettfechterin, Olympiasiegerin und Weltmeisterin.

## Erfolge
Aida Schanajewa wurde bei den Weltmeisterschaften 2006 in Turin mit der russischen Mannschaft Florett-Weltmeisterin,
2007 in St. Petersburg erhielt sie mit der Mannschaft Silber.
Bei den Olympischen Spielen 2008 in Peking gewann sie Gold mit der russischen Florett-Mannschaft.
2009 wurde sie bei den Weltmeisterschaften in Antalya Florett-Einzel-Weltmeisterin und auch Gesamtsiegerin im World Cup.
2011 in Catania wurde sie erneut Mannschaftsweltmeisterin.
Bei den Olympischen Spielen 2012 in London errang sie Silber mit der Florett-Mannschaft, nur geschlagen vom italienischen Team.
Bei Europameisterschaften war sie mit der Mannschaft seit 2006 jedes Jahr erfolgreich:
2006 Gold,
2007,
2008 und
2009 Silber,
2010 Bronze,
2011 Silber,
2012 Bronze.